# 汤丙午
汤丙午（1935年4月—2017年12月1日），男，河南汲县人，中华人民共和国政治人物。

## 生平
1958年，先后在第一机械工业部、国家机械委、国家经委工作。1978年12月，加入中国共产党。1982年，任国务院电子计算机与大规模集成电路领导小组办公室综合组组长。1984年，任国务院电子振兴领导小组办公室副主任。1988年，任国家体改委国外经济体制司（外事司）司长。1989年，担任首任中华人民共和国国有资产管理局局长、财政部党组成员。1994年，任国家开发银行总工程师。
2017年12月1日在北京逝世，享年82岁。